# Stetten (Straßkirchen)
Stetten ist ein Dorf im niederbayerischen Landkreis Straubing-Bogen und ein Ortsteil der Gemeinde Straßkirchen.
Der Ort liegt etwa zwei Kilometer östlich von Paitzkofen und etwa drei Kilometer südlich des Kernortes Straßkirchen an der Staatsstraße 2325. Nördlich verläuft die B 8, nordöstlich fließt die Donau und südöstlich verläuft die A 92. Das Dorf gehört zum Sprengel der katholischen Pfarrei Straßkirchen.

## Geschichte
Die frühe Geschichte des Ortes ließ sich bisher noch nicht feststellen. Im gesamten 16. Jahrhundert waren die Herren von Paitzkofen aus der Familie Trenbach auch die Herren über Stetten. Etwa 1667 erwarb das Reichsstift Sankt Emmeram die „Hofmark“ Stetten. Bis 1978 war das Dorf ein Ortsteil der ehemaligen Gemeinde Paitzkofen, die aus den Steuerdistrikten Stetten und Paitzkofen gebildet wurde. Die Gemeinde Paitzkofen kam am 15. Juni 1838 vom Landgericht Deggendorf zum Landgericht Straubing. Im Zuge der Gebietsreform in Bayern wurde Stetten 1978 gemeinsam mit allen anderen Ortsteilen von Paitzkofen in die Gemeinde Straßkirchen eingegliedert. Bei der Volkszählung 1987 wurden elf Gebäude mit Wohnraum und 28 Bewohner festgestellt.

### Einwohnerentwicklung
- 1871: 0 28 Einwohner[5]
- 1885: 0 24 Einwohner[6]
- 1900: 0 25 Einwohner[7]
- 1925: 0 39 Einwohner[8]
- 1950: 0 47 Einwohner[9]
- 1961: 0 43 Einwohner[10]
- 1970: 0 44 Einwohner[11]
- 1987: 0 28 Einwohner[4]